# 西藏白珠
西藏白珠（学名：Gaultheria wardii）是杜鹃花科白珠树属的植物。分布在印度、缅甸以及中国大陆的西藏等地，生长于海拔1,730米至2,900米的地区，常生长在林下，目前尚未由人工引种栽培。

## 异名
- Gaultheria wardii Marq. et Airy Shaw var. serrulata C. Y. Wu et T. Z. Hsu